# Jòrvik
Jòrvík fou un regne viking que es va estendre pel territori que fou posteriorment Yorkshire i per altres zones de l'Anglaterra septentrional. El nom Jòrvík era també el de la capital del reialme, l'actual ciutat de York (Anglaterra). Amb poques interrupcions, degudes a les guerres amb Wessex, aquesta monarquia va perdurar des de l'any 876 fins al 954. De fet, l'any 866, York (el port anglosaxó d'Eoforwic) ja havia estat pres per un gran exèrcit de vikings danesos.

## Història

Rutes del gran exèrcit pagà durant la invasió vikinga de l'illa de la Gran Bretanya entre el 865 i el 878.

La ciutat de York fou fundada pels romans amb el nom d'Eboràcum l'any 17 aC, essent una de les dues capitals de la Britania romana. Durant aquest període, grans figures sorgiren d'aquesta ciutat, com Constantí el Gran. Tot l'Imperi Romà fou governat des de York per Septimi Sever durant un període de dos anys.
Posteriorment arribarien els angles que l'anomenaren Eoferwic. York va ser la capital de Deira i després del regne de Northúmbria.
Els vikings del gran exèrcit pagà, liderats entre altres per Ivar el Desossat, prengueren la ciutat l'any 866 i la van anomenar Jórvic (d'on prové l'actual nom). Els danesos havien desembarcat a l'Ànglia de l'Est i després van avançar cap al nord en direcció a Northúmbria. El seu avanç es va veure facilitat pels cavalls que Edmon d'Ànglia de l'Est els va donar perquè sortissin del seu regne i per l'estat de guerra civil que assetjava Northumbria entre els homes forts de Bernícia i Deira. Amb la caiguda de York, aquests nobles anglosaxons van acordar una treva per unir les seves forces i expulsar els invasors danesos, però el seu intent per recuperar la ciutat el 867 no va tenir èxit i com a resultat es va produir la posterior conquesta de Deira per part dels vikings.

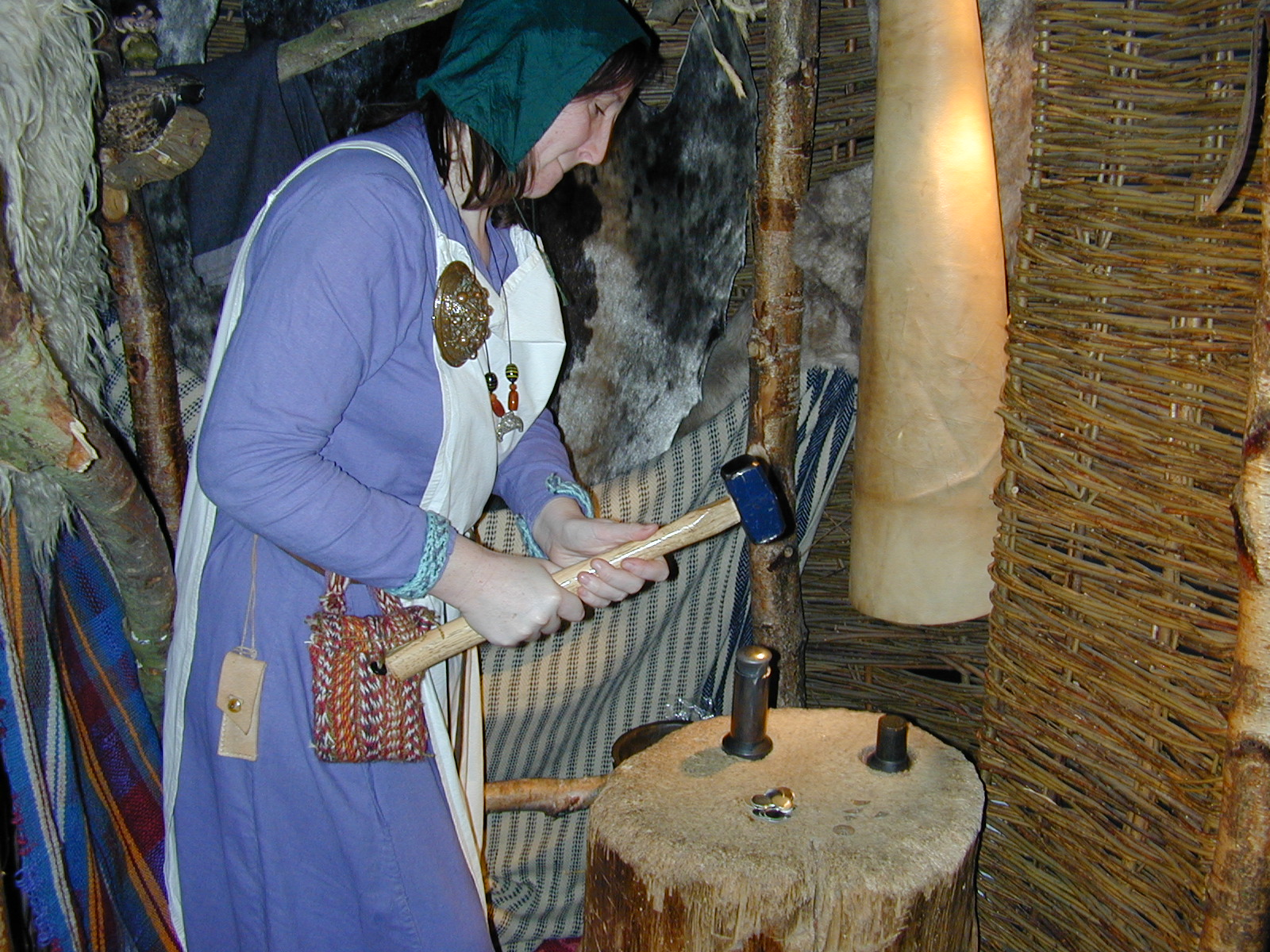
Encunyant moneda vikinga actualment al Jórvík Viking Centre de York.

Des de York, els vikings intentaren conquerir Mèrcia i Wessex, on s'enfrontaren diverses vegades amb les tropes dels reis Ethelred de Wessex i Alfred el Gran. Halfdan Ragnarsson, germà d'Ivar, va governar la ciutat el 875, mentre un altre capitost viking, Guthrum el Vell, sortia de York per prendre el control de l'Ànglia de l'Est.
El regne viking va durar fins al 954, quan fou absorbit per l'expansió de Wessex i el naixement de la nació anglesa. El títol de rei de Jòrvík es va substituir pel de comte (Earl de York) i més tard duc de York. La pèrdua de la independència política no va afectar la creixent economia i població, la segona més nombrosa a Gran Bretanya després de Londres.
Durant el període de domini normand fou la capital del regne del mateix nom, dominant gran part del nord d'Anglaterra. Als voltants de l'any 1000 passà a anomenar-se definitivament York.
Entre el 1070 i 1085, van haver-hi diversos intents per part dels vikings de recuperar el seu antic regne, sense èxit.

## Reis de Jòrvik
- Ecgberht I de Northúmbria (867-873)
- Ricsige de Northúmbria (873-876)
- Halfdan Ragnarsson (876-877)
- Guthred (877-895)
- Siefredus de Northúmbria (895-900)
- Cnut de Northúmbria (900-905)
- Æthelwold (900-902)
- Airdeconut (900-902)
- Eowils (905-910)
- Halfdan II (905-910)
- Ingvar (905-910)
- Ragnall ua Ímair (910-921)
- Sitric Cáech (921-927)
- Gofraid ua Ímair (927-934)
- Olaf Guthfrithsson (934-941)
- Sitric II de Northúmbria (941-942)
- Amlaíb Cuarán (942-944)
- Ragnall Guthfrithson (943-944)
- Eric el Sanguinari (?-954)